# 圣戴多禄堂
圣戴多禄堂（義大利語：San Teodoro）是罗马的一座6世纪聖堂。敬礼叁世纪殉道的军人圣徒圣戴多禄。曾經作為領銜聖堂現已不再使用在樞機領銜上。
2004年，若望保禄二世将其送给东正教。位于沿帕拉蒂尼山的西北山脚，古罗马广场与屠牛广场之间的古代道路上。 
直至十六世纪，今日卡比托利欧博物馆的青铜母狼一直保存在这座聖堂。
该聖堂呈圆形，可能是利用了原有的异教庙宇，在聖堂前仍可见到一个古老的异教祭坛，拱壁上有6世纪的基督教镶嵌画，基督的两侧是伯多禄和圣保禄，以及两位殉道者圣戴多禄和圣克雷安(St Cleonicus)。 

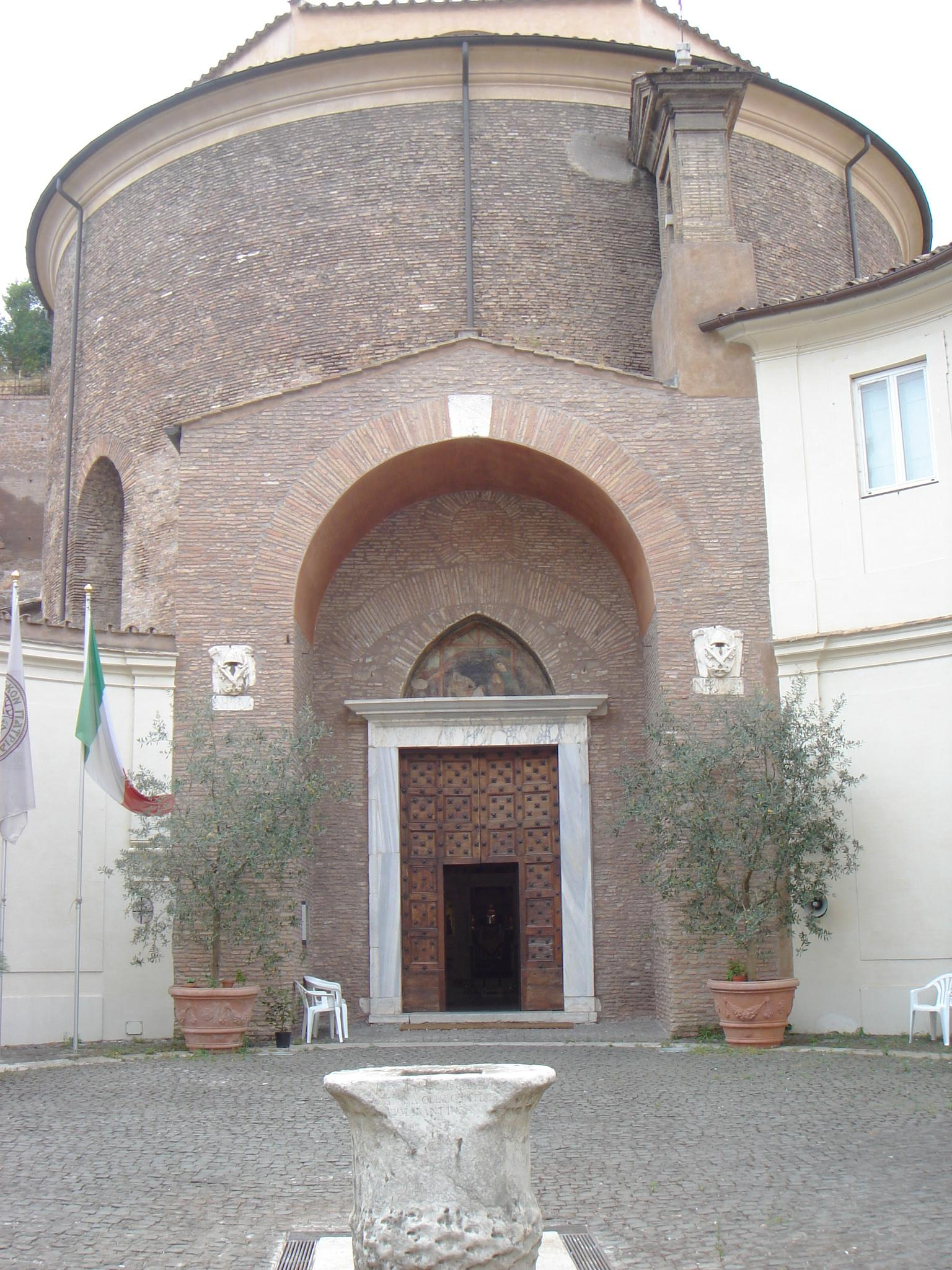

但是，没有确切的证据证明该聖堂在9世纪以前已经存在。它在尼各老五世时期重建，1643年由弗朗切斯科·巴貝里尼樞機翻新，交由耶稣圣心会管理，1705年教宗克萊孟十一世委任建筑师丰塔纳(Carlo Fontana)加以修复。
2000年11月，若望保禄二世宣布允许君士坦丁堡普世牧首和希腊东正教使用这座聖堂，2004年7月1日，君士坦丁堡普世牧首主持开幕。